# ゴーゴー
ゴーゴー (Go-go) とは、アメリカ合衆国の首都ワシントンD.C.で誕生した音楽のジャンルのことである。チャック・ブラウンらが1970年代に創造した、ラテン・パーカションを多用し、同じビートを延々と持続する音楽形態である。ワシントンD.C.のゴーゴーに対し、ニュー・ジャック・スウィングがニューヨーク・ゴーゴーと呼ばれることもあった。

## 概要
チャック・ブラウンのほか、トラブル・ファンクやEUなどが全米的な知名度を得ることができた。以前はワシントンD.C.での地域音楽だったが、1980年代にゴーゴー・リズムを使用した曲がソウル・チャートでヒットした結果、全米にその存在を知られることになった。
ック・ブラウン&ザ・ソウル・サーチャーズは、1978年後半に最初のゴーゴー・ヒット曲「Bustin' Loose」をリリースした。ビルボード・ホットR&B/ヒップホップ・ソングのR&Bチャートで1位を獲得し、1979年2月から3月にかけて1ヶ月間その地位を維持した(ポップ・チャートでは#34でピークに達した)。
1974年に結成されたエクスペリエンス・アンリミテッド(別名E.U.)は、1970年代に結成されたロック(ジミ・ヘンドリックス・エクスペリエンスにちなんで名付けられた)の影響を受けたバンドだった。1970年代後半にレア・エッセンスを目撃した後、彼らはゴーゴー・ビートを取り入れるようにスタイルを変更した。カーティス・ブローの「パーティー・タイム」はその後、グレース・ジョーンズにカバーされ、ゴーゴー・プロダクションのキングであるマックス・キッドをアイランド・レコードとの国際的な音楽冒険に導き、EUを作ることになった。1988年の映画『スクール・デイズ』のサウンドトラックに収録された最高のヒット曲「Da Butt」は、スパイク・リーが脚本、監督、プロデュースを担当した。

## 主なアーティスト
- チャック・ブラウン&ソウル・サーチャーズ
- トラブル・ファンク[注 3]
- EU[2]
- レア・エッセンス
- ホット・コールド・スウェット
- ジャンク・ヤード・バンド
- レッズ&ザ・ボーイズ[注 4]
- DJクール

## ソウルに見るゴーゴー
- アリス、アイ・ウォント・ユー・ジャスト・フォー・ミー - フル・フォース
- ナスティ - ジャネット・ジャクソン
- リーン・オン・ミー - クラブ・ヌーボー
- ヘッド・ラインズ - ミッドナイト・スター
- カサノヴァ - ルヴァート[注 5]
- ペアレンツ・ジャスト・ドント・アンダースタンド - DJジャジー・ジェフ&フレッシュ・プリンス